# Eccidio della colonna Gamucci
L'eccidio della colonna Gamucci fu l'esecuzione in massa di 111 uomini tra ufficiali, sottufficiali e truppa appartenenti all'Arma dei Carabinieri, avvenuta in Albania il 4 novembre 1943 per mano di un reparto di partigiani albanesi: rappresenta uno dei numerosi casi di crimine di guerra compiuti dalla resistenza del luogo all'indomani dell'armistizio tra gli Alleati e il Regno d'Italia.

## Premessa storica
Dopo l'armistizio dell'8 settembre 1943 con gli Alleati, la IX Armata italiana schierata in Albania si trovò senza chiare direttive sull'atteggiamento da mantenere verso i reparti tedeschi operanti nel paese; la conseguenza fu il totale collasso della IX Armata come unità di combattimento e le forze germaniche poterono occupare la costa e i punti nevralgici albanesi nel giro di 48 ore. Il generale Henry Maitland Wilson, comandante interalleato per il teatro bellico del Mar Mediterraneo, ordinò alle unità italiane di consegnare le armi ai partigiani albanesi; tuttavia il generale Lorenzo Dalmazzo comandante la IX Armata preferì negoziare con i tedeschi la resa delle truppe italiane e la loro evacuazione ferroviaria dopo il trasferimento al nodo di Bitola, in Bulgaria.

## Gamucci e i carabinieri
Il colonnello Giulio Gamucci era il comandante della Legione Carabinieri di Tirana. La colonna sotto il suo comando, di circa 2000 uomini tra Fanti, Reali Carabinieri, Regia Guardia di Finanza e Camicie Nere lasciò Tirana alle ore 5 di domenica 19 settembre 1943, sotto scorta tedesca e marciò verso Elbasan passando attraverso il Passo Krrabbes (Qafa e Krrabes in lingua albanese): gli ufficiali, che viaggiarono su veicoli motorizzati, attesero a Elbasan il resto degli uomini che procedeva a piedi. Elbasan era diventata il punto di raccolta delle truppe italiane dirette verso Bitola, attraverso la strada che seguendo il decorso del fiume Shkumbini passa da Librazhd, Qukës e Struga. Il 24 settembre, riunitasi, la colonna partì da Elbasan ma venne bloccata dai partigiani che avevano fatto rotolare sulla strada, dopo il bivio di Qukes, alcuni massi: le truppe italiane, benché dotate di armi leggere, non opposero resistenza. Gli automezzi vennero incanalati per una ripida strada laterale che conduceva a una cava di pietra e lì abbandonati, quindi il comando della colonna fu assunto da Kadri Hoxha; la marcia riprese per un sentiero che lasciava a destra Pishkash e proseguì fino a Skorska, un piccolo paese di montagna, dove il 25 settembre gli italiani poterono riposare. Il giorno seguente ebbe inizio una dura marcia in territorio montuoso attraverso il Perroi Bishtric, salendo la sommità del Guri Stafes, guadando il torrente Zalli Qarishtes, attraversando la strada Librazhd-Dibra a nord di Fushe Studen fino a raggiungere il 1º ottobre Lunik, nel Çermenikë: il 2 la colonna arrivò alla base partigiana di Cerminike, dove erano già stati concentrati numerosi altri italiani.

## Kadri Hoxha e la colonna Gamucci
La banda di partigiani (çeta) che aveva catturato la colonna Gamucci - ora composta da 110 carabinieri con 10 ufficiali e il XXVI Battaglione delle Camicie Nere (circa 450 uomini) - era comandata da Kadri Hoxha (senza parentela con Enver Hoxha), leader dell'LNC (Lëvizja Nacional Çlirimtare, ovvero "Movimento di Liberazione Nazionale") nel Distretto di Elbasan. Per evitare incontri con colonne tedesche Hoxha ordinò il trasferimento di tutti i prigionieri (circa 600 uomini) attraverso le montagne del Shebenikut, fino a raggiungere la base della resistenza sita sull'altopiano di Çermenikë, in prossimità di Orenjë. I 21 ufficiali furono obbligati ad essere separati da tutti. Il 6 ottobre 1943 intorno alle ore 16:00, Gamucci lascia la sede, meglio conosciuta come "la Villa delle Tartarughe", in sella ad un cavallo bianco, intuendo di non farvi più ritorno.

## La decisione e il movente
Poco prima del 15 ottobre il comando del LNC che risiedeva a Labinot arrivò alla decisione di uccidere tutti i carabinieri con i loro ufficiali. Alla riunione, in base a testimonianze dirette, erano presenti: Ufficiali della missione Inglese, il generale Arnaldo Azzi Comandante della divisione di fanteria Firenze di stanza in Albania, Enver Hoxha, il Segretario Generale del LNC; Mehmet Shehu, il comandante della 1ª Brigata partigiana e Dušan Mugoša, l'importante inviato del Partito comunista jugoslavo. Oggetto della discussione fu di decidere se Gamucci e i suoi Carabinieri dovessero o meno essere passati per le armi. La causa prima della decisione va vista nell'odio nutrito reciprocamente da carabinieri e partigiani, dovuto agli scontri a fuoco e alle torture inflitte, secondo alcuni, agli antifascisti catturati nel corso dell'occupazione italiana in Albania; in secondo luogo i comandanti decisero di impossessarsi del vestiario e delle calzature dei prigionieri per fornirle agli uomini ai loro ordini. Si ebbe la decisione unanime di mantenere segreta l'operazione perché la sua palese illegalità avrebbe potuto sicuramente creare reazioni negative fra gli Alleati, che rifornivano i movimenti di resistenza di armi e vettovagliamenti vari.

## L'esecuzione del massacro
Il colonnello Gamucci venne prelevato dalla residenza di Zdranjsh il 16 ottobre con il pretesto di guidare a Burrell i carabinieri detenuti alla base. Gli altri ufficiali dei carabinieri, con il capitano di amministrazione Stefano Mereu e il colonnello medico Federico Petit Bon vennero indotti a lasciare Zdranjsh il 1º novembre; gli ufficiali delle altre Armi rimasero sul posto.
I Carabinieri furono condotti in una località nota come Fushe Gurra ("la piana/la radura con l'acqua) a circa 5 km a nord di Orenje. L'eccidio fu compiuto in un'unica operazione, suddividendo i prigionieri in 5 gruppi e fucilati (dopo essere stati completamente denudati) a distanza ravvicinata. I corpi vennero lasciati insepolti alla mercé dei lupi. La descrizione dei particolari del massacro ci è pervenuta con la testimonianza dell'autiere Errico che si salvò.
Kadri Hoxha era al comando dell'unità partigiana che portò a termine il massacro, coadiuvato da Xhelal Staravecka, che affermò di aver ucciso personalmente diciassette carabinieri. Forse per eliminare un testimone incomodo, al termine della guerra in territorio albanese nel novembre 1944 Kadri Hoxha trascorse 46 anni in prigione con l'accusa di "attività anti-stato".
Ha lasciato un volume di memorie non pubblicato.

## Il processo a carico dei responsabili
Nel dopo-guerra furono rintracciati due responsabili che comandarono l'eccidio, tra questi Kadri Hoxha, che si rese subito latitante, e Staravecka Kelhai, detenuto nelle prigioni italiane dal 1947. Nel 1952 si celebrò il processo a loro carico e furono condannati entrambi all'ergastolo. Mentre l'Hoxha fu condannato in contumacia e mai scontò la pena. Lo Staravecka, condannato anche per l'omicidio del sotto tenente medico dott. Cataldi, presente in aula ascoltò il verdetto con un interna emozione tradita dal pallore del suo volto.
La sentenza fu accolta con soddisfazione dal numeroso pubblico che gremiva l'aula; erano presenti anche parecchi congiunti delle vittime.